# 小行星9550
小行星9550（英語：9550 Victorblanco）是一颗围绕太阳公转的小行星。1985年10月15日，愛德華·鮑威爾在可可尼诺县发现了此天体。
这颗小行星的绝对星等为115.5423445450957等。